# Xylocopa latipes
Xylocopa latipes, a  'abelha carpinteiro tropical' , é uma espécie de abelha carpinteiro amplamente dispersa pelo Sudeste Asiático. Como o próprio nome sugere, esta abelha habita florestas em climas tropicais quentes e constrói ninhos enterrando-se em madeira. Faz frequentemente túneis longos e profundos em vigas de madeira, árvores caídas, postes telefónicos e afins, mas não é encontrado em árvores vivas.
Foi descrita pela primeira vez cientificamente pelo entomologista inglês Dru Drury em 1773, e é um membro do grupo de abelhas solitárias (Família Apidae).
A Xylocopa latipes é uma abelha solitária muito grande e robusta. É brilhante, totalmente preto na cor com asas metálicas azul-esverdeadas ou roxas na luz solar. A carpinteira tropical é provavelmente a maior Xylocopa conhecida e entre as maiores abelhas do mundo (embora não seja a maior do mundo, esse título pertence a outra abelha do sudeste asiático, o indonésio Megachile pluto). Tem um zumbido alto e distinto, de baixa frequência, que pode ser ouvido quando voa entre flores ou poleiros. Em áreas urbanas, essas abelhas podem se apegar a certos poleiros, retornando a eles dia após dia, mesmo depois de várias gerações.

## Acasalamento
As abelhas de carpinteiro acasalam durante o vôo. Os machos agarram as fêmeas em vôo e colocam as pernas da frente ou do meio, que têm franjas de cerdas longas, sobre os olhos compostos de seu companheiro. Acredita-se que as patas dianteiras dilatadas de machos de algumas espécies de carpinteiras coletam e retêm óleos e odores que funcionam durante o acasalamento.
Xylocopa latipes são considerados multivoltíneos, pois podem ter mais de duas gerações por ano, mas isso depende da disponibilidade de recursos florais em seu habitat.

## Ninho
Na Malásia, as abelhas carpinteiras tropicais muitas vezes escolhem madeiras estruturais úteis como locais de nidificação, já que são capazes de atravessá-la com suas mandíbulas poderosas. As carpinteiras tropicais constroem várias galerias (3 - 5) com cerca de 11 cm de comprimento e 2,1 a 2,3 cm de diâmetro.
As abelhas de carpinteiro tropicais escolhem a madeira morta, as hastes concisas e os colmos de bambu para aninhar-se.  As espécies preferidas de madeira para a abelha carpinteira tropical incluem: Syzygium cumini, Cassia siamea, Dyera costulata, Agathis alba, Alstonia spp. e Shorea spp.. Eleas tendem a evitar nyatoh, kapur, kempas e mengkulang (nomes locais de árvores nativas da Malásia).

## Polinização
As abelhas de carpinteiro são usadas comercialmente nas Filipinas para polinizar flores de maracujá. Eles desempenham naturalmente a mesma função na Indonésia e na Malásia e no restante do Sudeste Asiático. Além disso, flores de maracujá (Passiflora edulis flavicarpa) floresceram em sincronia com ritmos de forrageamento de abelhas carpinteiras tropicais, indicando uma relação em evolução entre as duas espécies.